# اواکس (داکوتای شمالی)
اواکس(به انگلیسی: Oakes) شهری در ایالت داکوتای شمالی کشور ایالات متحده آمریکا است که جمعیت آن در سرشماری سال ۲۰۱۰ میلادی، ۱٬۸۵۶ نفر بوده‌است.